# Köpfertal
Köpfertal ist ein Naturschutzgebiet mit der Schutzgebietsnummer 1131 im Stadtkreis Heilbronn in Baden-Württemberg.

## Lage und Beschreibung
Das Naturschutzgebiet liegt östlich der Kernstadt von Heilbronn und umfasst den Auebereich des Köpferbaches bis zur Jägerhausstraße. Das Schutzgebiet entstand durch Verordnung des Regierungspräsidiums Stuttgart vom 16. Januar 1985 und gehört zu den Naturräumen 108-Schwäbisch-Fränkische Waldberge und 123-Neckarbecken innerhalb der naturräumlichen Haupteinheiten 10-Schwäbisches Keuper-Lias-Land und 12-Neckar- und Tauber-Gäuplatten. 

## Schutzzweck
Schutzzweck ist nach der Schutzgebietsverordnung der Schutz des Köpfertales mit mehreren Feuchtgebieten und naturnahem Schluchtwald sowie einer Felsklinge aus faunistischen und vegetationskundlichen Gründen. Das Gebiet hat besondere Bedeutung für den Amphibienschutz, der Bachbereich stellt die Wanderstraße zum jetzigen Laichgewässer Trappensee dar. 